# أندريس أندرادي (لاعب كرة قدم مواليد 1998)
أندريس أندرادي (بالإسبانية: Andrés Alberto Andrade Cedeño) هو لاعب كرة قدم بنمي في مركز ظهير ‏، ولد في 16 أكتوبر 1998 في مدينة بنما في بنما. لعب مع San Francisco F.C. ‏.

## وصلات خارجية
- أندريس أندرادي سيدينيو على موقع الاتحاد الأوربي (الإنجليزية)
- أندريس أندرادي سيدينيو على موقع قاعدة بيانات كرة القدم.إي يو (الإنجليزية)
- أندريس أندرادي سيدينيو على موقع ناشيونال فوتبول تيمز (الإنجليزية)
- أندريس أندرادي سيدينيو على موقع Soccerway.com (الإنجليزية)
- أندريس أندرادي سيدينيو على موقع عالم كرة القدم.نت (الإنجليزية)